# 有機質肥料

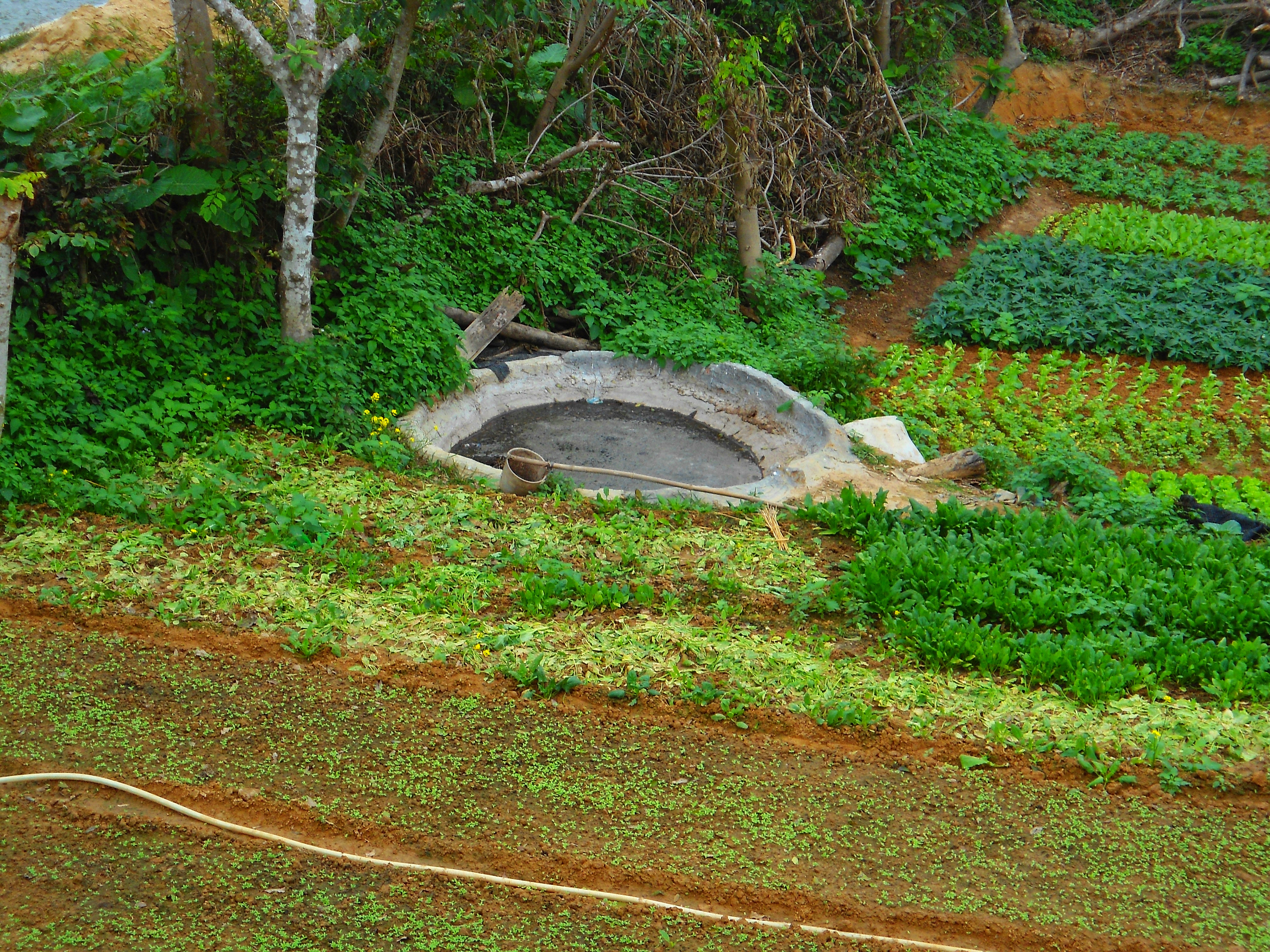
写真中央のセメント製の穴には、牛糞堆肥の水の混合物が入っている。この有機質肥料は中国海南省の農村部では一般的である。バケツには、混合物を使用するための棒が入っている。

有機質肥料（ゆうきしつひりょう、Organic fertilizer）とは、生物（動物、人間、植物あるいは微生物）由来の資源（有機資材）を原料とする肥料である。基本的に有機質を成分とするが、動物の糞や草木の灰は無機物でありながら有機質肥料に挙げられる。主要な有機肥料は泥炭、（多くは畜殺場からの）動物性の廃棄物、農業からの植物性廃棄物、および下水汚泥である。対して、鉱物（リン鉱石など）から精製・製造された、あるいは工業的に合成された肥料を無機肥料と呼ぶ。無機肥料は、商業的な農業で使用されている肥料の大部分を占めている。

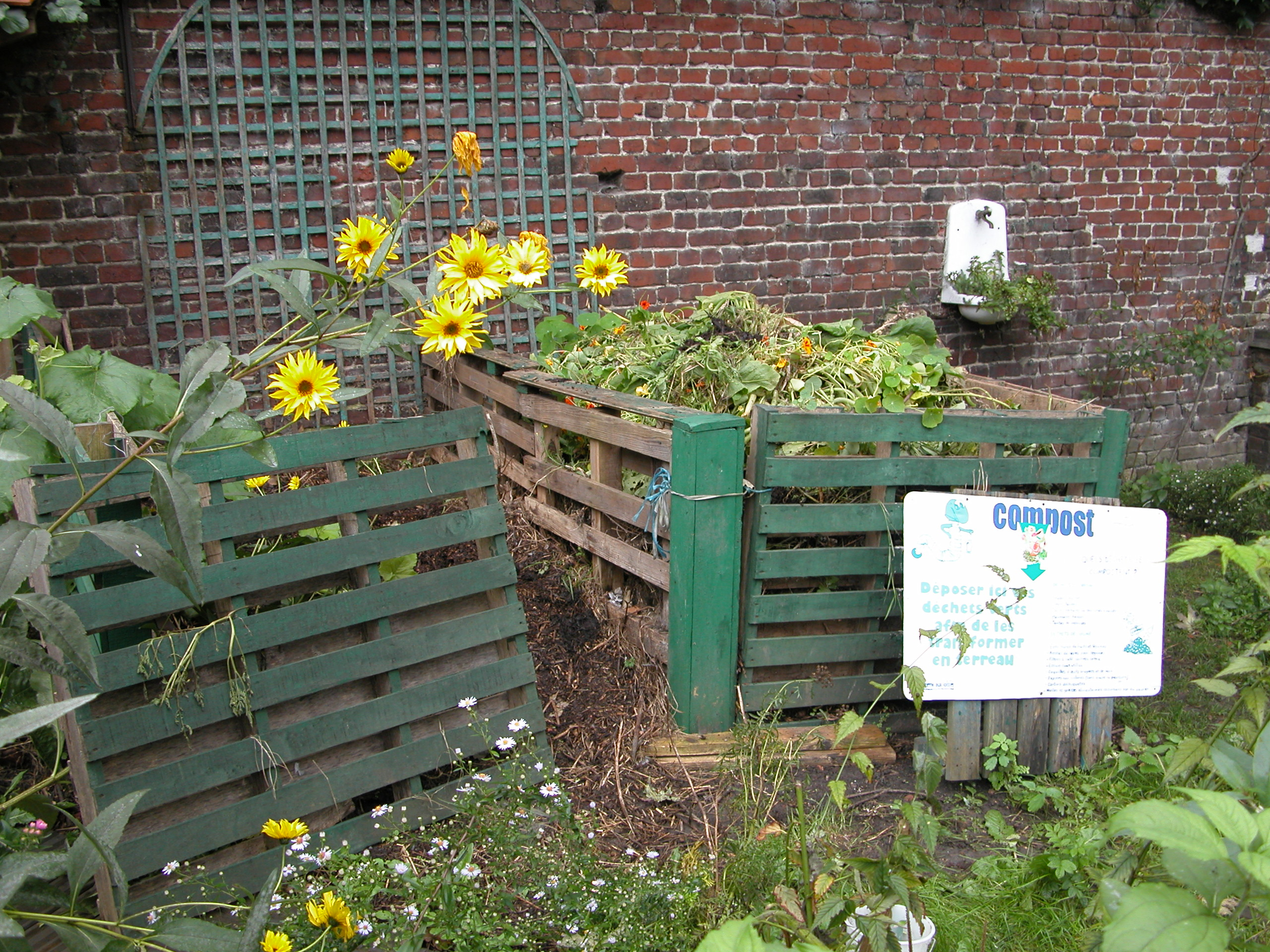
コンポスト瓶。有機肥料製造のための小規模な製造設備。

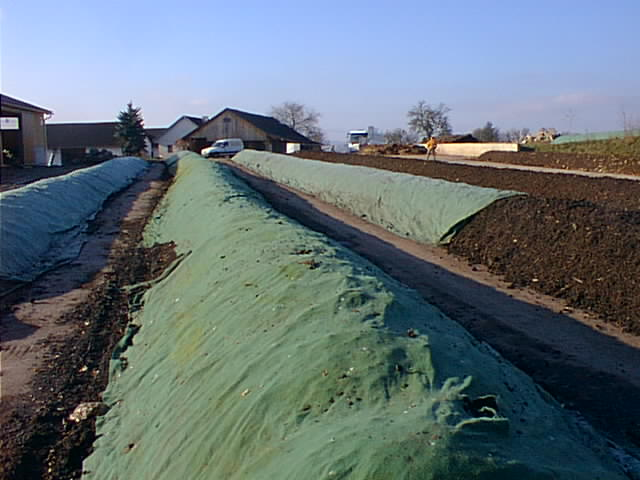
大規模農業でのコンポスト。

## 人間由来
人糞尿
人間により排泄された糞と尿の混合物。下肥（しもごえ）ともいう。肥料の品質の確保等に関する法律第二条第二項によると、凝集を促進する材料（凝集促進材）または悪臭を防止する材料（悪臭防止材）を加えられ、脱水または乾燥させられたものは普通肥料の屎尿汚泥肥料。それ以外は特殊肥料である。新鮮なものは作物に有害なため、貯蔵と腐熟させられた後に施用される。
発酵乾糞肥料
発酵乾糞（かんぷん）肥料とは、人糞尿を調整槽内で嫌気発酵させた後、残留物を乾燥後粉末にしたもの。特殊肥料である。窒素1〜2%、リン酸5%程度を含む。
屎尿汚泥肥料
以下の4種類を指す。いずれも、登録の有効期間が3年の普通肥料である。
- 屎尿処理施設、集落廃水処理施設もしくは浄化槽から生じた汚泥またはこれらを混合したものを濃縮、消化、脱水または乾燥したもの。
- 屎尿または動物の排泄物に凝集促進材または悪臭防止材を混合し、脱水または乾燥したもの。
- 上記2種類の屎尿汚泥肥料に植物質もしくは動物質の原料を混合したもの、またはこれを乾燥したもの。
- 上記3種類の屎尿汚泥肥料を混合したもの、またはこれを乾燥したもの。

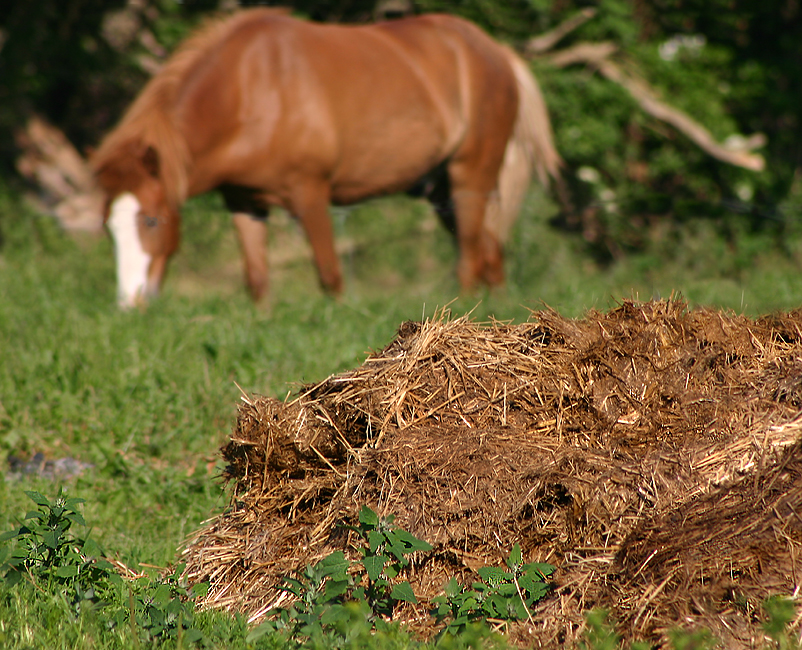
動物の糞の分解物は有機肥料の源である。

下水汚泥

(人間の排泄物の)屎尿はかつて伝統的な有機質肥料であったが、現在では、下水汚泥を材料とした生物固体（biosolid）が使用されている。
土壌改良材としての生物固体は米国の農耕地において1%未満しか使用されていない。下水汚泥は産業の汚染物質を含み、このことが肥料としての再利用の障害となっている。アメリカ合衆国農務省（USDA）は、産業上の汚染物質、医薬品、ホルモン、重金属、およびその他のリスク成分を下水汚泥は含むため、米国の有機農業事業における下水汚泥の使用を禁止している。USDAは、窒素含量が高い液性の有機肥料の米国での販売にサードパーティの認証を必要としている。USDAの禁止により、米国の有機農業事業における下水汚泥の使用は非常に限定され、また、希少である。
下水汚泥肥料
以下の3種類を指す。いずれも、登録の有効期間が3年の普通肥料である。
- 下水道の終末処理場から生じる汚泥を濃縮、消化、脱水または乾燥したもの。
- 上記の下水汚泥肥料に植物質もしくは動物質の原料を混合したものまたはこれを乾燥したもの。
- 上記2種類の下水汚泥肥料を混合したものまたはこれを乾燥したもの。

焼成汚泥肥料
下水汚泥肥料、屎尿汚泥肥料、工業汚泥肥料または混合汚泥肥料を高温で加熱し、構成化合物の安定化および形状と強度の確保（焼成）をしたもの。登録の有効期間が3年の普通肥料である。
汚泥発酵肥料
以下の2種類を指す。いずれも、登録の有効期間が3年の普通肥料である。
- 下水汚泥肥料、屎尿汚泥肥料、工業汚泥肥料または混合汚泥肥料を堆積または攪拌し、腐熟させたもの。
- 上記の汚泥発酵肥料に植物質もしくは動物質の原料または焼成汚泥肥料を混合したものを堆積または撹拌し、腐熟させたもの。

混合汚泥肥料
以下の3種類を指す。いずれも、登録の有効期間が3年の普通肥料である。
- 下水汚泥肥料、屎尿汚泥肥料もしくは工業汚泥肥料のいずれか二以上を混合したものまたはこれを乾燥したもの。
- 上記の混合汚泥肥料に植物質もしくは動物質の原料を混合したものまたはこれを乾燥したもの。
- 上記2種類の混合汚泥肥料を混合したものまたはこれを乾燥したもの。

## 動物由来

### 動物の排泄物に由来
動物由来の有機質肥料には動物の排泄物（主に乳牛、豚、鶏）を原料とするものがある。動物の排泄物を乾燥させただけのもの（動物の排泄物と称される）、発酵させたもの（動物糞堆肥）、および燃焼させて灰にしたもの（動物の排泄物の焼却灰）の3つは堆肥等特殊肥料に分類される。
（なお、当然の事であるが、動物の排泄物に由来する肥料は、その摂取物に依存した性質を持つ事になる。疾病予防のために硫酸銅等を摂取させられている動物の排泄物に由来する肥料は銅が多くなる（特に鶏については総排出腔からの排泄を行うので、体内に取り込まれた銅のうち尿から排出されるものが全て肥料中に入り込んでくる事から銅が多くなる傾向にある。）。またリンについて吸収効率の悪い飼料を与えられている場合は排泄物中のリンが多くなり（ただし、牛等の胃等での微生物発酵を用いての食物消化を行う反芻動物については、高いフィターゼ活性により植物・飼料中のリンが効率的に吸収されるようになっているのでその分リンについての排出が少なくなる。）、逆にリンの吸収効率の良い飼料を与えられている場合は排泄物中のリンが少なくなる。）
動物の排泄物
乾燥糞など。
- 乾燥鶏糞：非常に多くの肥料成分を含む。哺乳類の産業動物と違い尿が総排出腔から出され、その成分の尿酸が肥料化されるので窒素成分について豊富である。肉用鶏の糞の窒素濃度は採卵鶏のそれよりも高い。土壌中では急速に分解されるため、ガス（アンモニアや硫化水素等）や、植物の根に害を及ぼす物質を発生させやすい。施用の際は、土壌と十分に混和させる点と、作付けの一か月前に行う点を注意しなければならない。また、施用量にも注意が必要で、過剰では肥料当たりが起こる。金属ミネラル分については石灰分が明確に多く、またナトリウムが他動物の排泄物由来の肥料に比べて多い。
- 鶏糞ペレット:鶏糞に水を加え、ペレット状に加工したもの。
- 乾燥牛糞
- 乾燥豚糞
- 乾燥馬糞

動物糞堆肥
動物の排泄物を原料に含み、これを堆積または撹拌し腐熟させたもの。基本的に特殊肥料であるが、凝集促進剤または悪臭防止剤を加えて脱水または乾燥したものは登録有効期間6年の普通肥料の屎尿汚泥肥料に指定されている。発酵の工程では一般に副資材が動物糞に混合される。この副資材におけるもっとも重要な役割は発酵の促進である。主におが屑や木質チップなどの木質系バイオマスが副資材に用いられる。副資材にはほかに戻し堆肥（水分調整などの目的で生糞尿に添加し再利用される堆肥）や食品廃棄物がある。
- 鶏糞堆肥（発酵鶏糞）：鶏糞堆肥は牛糞堆肥と比べて肥料成分、特にリン酸の含有量が高い。発酵鶏糞は発酵により窒素分が揮散しているため、乾燥鶏糞に比べて窒素分は少ない。加えて、肥効の発現が速い（植物が直接吸収できない尿酸がアンモニア態又は硝酸態に変化しているため。）。粗大有機物はほとんど含まれておらず、土壌物理性の改善効果は大いに期待できない。過剰に施用すると肥料当たりが起こる。以上のように、使用方法は化学肥料のそれに近い。島根県は野菜畑への施肥量として500kg/10aを推奨している。ただし、米Agricultural Research Service（ARS）は、副資材を大鋸屑としたとき、鶏糞堆肥は土壌改良材としての価値を有することを見出した。加えて、この堆肥には高い肥料効果があることが実証された。鶏糞堆肥と他の有機質肥料と化学肥料をそれぞれ施肥した綿圃場では、綿の収量は化学肥料条件と比べて鶏糞堆肥条件で12%増加した。ARSの研究者らは、鶏糞堆肥の従来の販売額相場$61/tに17$/tの価値を足し、総合$78/tの価値と評した。
- 鶏糞ペレット堆肥：鶏糞堆肥を成型機によりペレット状に成型したもの。成型機には乾式造粒型（ディスクペレッター）や円錐型（タブレット式）がある。ペレット化にはコストがかかるが、多くの利点がある。ペレット化前の堆肥（バラ堆肥）と比べて臭いが少なく、散布時に粉塵を引き起こさない。重量と容積ともに圧縮される。肥料効果と品質が均一化される。
- 牛糞堆肥：牛糞堆肥の特性は、畜産牛が牧草や、繊維質の多い粗飼料を食すことに由来する。他の畜種由来の堆肥と比較して窒素分やリン分は少ないが、肥料の三要素のバランスが良いとされている。石灰はやや少ないが、ナトリウム、塩素、珪酸の含量が高い。電気伝導度（EC）は低く、C/N比は鶏糞や豚糞より高い。緩効性であり、土づくり資材として作付けの一月前に施用される。長期間にわたって持続的に肥料成分を供給する。乳牛の糞を原料とした場合、和牛のそれと比べて肥料成分は高い。島根県によると、牛糞堆肥は基肥としての利用に有利であり、野菜畑には基肥として2t/10a程度施用されることが望ましい。使用上の注意として、牛の飼料には雑草種子が混入している場合があり、発酵が不十分であると、牛糞に紛れていた雑草種子が発芽する。発酵熱による雑草種子や寄生虫卵の死滅には70〜80度程度の温度が必要とされる。腐熟が不十分であると、例えば雑草のメヒシバは50度未満の発酵熱でも96%発芽する。このため、完熟堆肥が用いられる。
- 豚糞堆肥：多くの場合、窒素分やリン酸といった肥料成分は牛糞堆肥より多く、鶏糞肥料より少ない。炭素量は牛糞堆肥と同程度であり、C/N比はより小さい。ECは牛糞堆肥より大きい。繊維質は牛糞堆肥よりも少なく、比較的微生物に分解されやすい。しかし、鶏糞肥料と比べて緩効性が高い。畑地への施用量は300-500kg/10aが推奨されている。過剰に施用すると肥料当たりが起こる。
- 馬糞堆肥

動物の排泄物の焼却灰
動物の排泄物または堆肥を焼却した後に得られた灰。焼却により有機物は完全に熱分解されており、焼却灰中に水分や炭素は全く存在せず、窒素成分もほとんど含まれていない。リンと加里は焼却前から濃縮されており、それらの供給源として利用される。灰分を多く含むため、塩基性を示す。
- 鶏糞焼却灰（鶏糞灰）：小林ら（2013）によると、鶏糞灰中には牛糞灰中よりもリン酸の全濃度とク溶性濃度、および加里の全濃度が高い。リン酸の肥効率は熔成リン肥や過リン酸石灰と同程度である。青森農林総研によると、鶏糞灰は銅を300ppm以上含む。
- 牛糞焼却灰（牛糞灰）：小林ら（2013）によると、鶏糞灰中よりもリン酸濃度は低いが、牛糞灰で育てた小松菜の乾燥重量およびリン酸吸収量は鶏糞灰で育てたものよりも同等以上であった。過リン酸石灰で育てたものよりも乾燥重量が、熔成リン肥で育てたものよりもリン酸吸収量とリン肥効率は有意に高かった。牛糞灰中のリン酸はほとんど可給態であると考えられ、リン酸化学肥料の代替となり得る。

炭化動物糞
- 炭化鶏糞：土壌改良材として使用される。窒素を2-3%含むが、この窒素分は無機化せず作物へと供給されない。リン酸は9%ほど含まれ、主に遅効性である。加里は8%ほどあり、遅効性と速効性の両方が存在する。亜鉛を600ppm以上含む。10a当たり300kg程度の施用では、土壌での亜鉛の蓄積量は少なく亜鉛の過剰害の心配はない。

加工家禽糞肥料
家禽の糞で、農林水産省告示第284号で指定される工程で加工されたものは加工家禽糞肥料と呼ばれ、登録有効期間6年の普通肥料として扱われる。水分は20%以下で、窒素全量およびリン酸全量をそれぞれ2.5%以上並びに加里全量を1.0%以上含む。
- 硫酸等を混合して火力乾燥したもの。
- 加熱蒸煮した後に乾燥したもの。
- 熱風乾燥および粉砕を同時に行ったもの。
- 発酵乾燥させたもの。

グアノ
海鳥の排泄物や死体が風化・堆積して生成されたもの。
- 窒素質グアノ : 比較的多量の窒素分を含有するグアノ。登録有効期間3年の普通肥料に分類される。窒素質グアノは、雨量が少ない高温多照の乾燥地帯（ペルー、チリ、アルゼンチンなど）、土壌の窒素が流亡しない条件で生じる。
- リン酸質グアノ：降雨により流出した海鳥の排泄物中の成分のうち、リン酸分だけが母岩の炭酸石灰と作用して生じた難溶性のリン酸三石灰が堆積したもの。特殊肥料である。
- バットグアノ;蝙蝠の排泄物と死体が堆積したもの。リン酸が多い。特殊肥料である。

尿素
動物から調達された尿素や尿素ホルムアルデヒドは有機農業に適している。

### 鳥獣の加工屑に由来
蒸製蹄角（じょうせいていかく）
動物の蹄または角。特殊肥料である。
蒸製蹄角粉
動物の蹄、角またはそれらの加工屑を加圧蒸製（3気圧、180℃、3時間以上）後に粉砕したもの。普通肥料（登録有効期間6年）である。窒素10.0〜14.0%を含む。
蒸製皮革粉
製革および皮革加工工場から発生する屑（皮革屑）を加圧蒸製（3気圧、180℃、3時間以上）し粉砕したもの。普通肥料（登録有効期間6年）である。タンニン鞣しのものは6.0〜7.5%、クロム鞣しのものは11.0〜12.5%の窒素を含む。
羊毛屑
羊毛を加工する際に発生する屑｡特殊肥料である。
牛毛屑
牛の皮を加工する際に発生する屑のうち､毛の屑のみを集めたもの｡特殊肥料である。
蒸製毛粉
羊毛屑、クジラの髭、または鳥の羽を加圧蒸製（3気圧、180℃、3時間以上）し、粉砕したもの。普通肥料（登録有効期間6年）である。窒素6.0〜14.0%を含む。
- フェザーミール : 蒸製毛粉のうち、ニワトリなどの羽を原料とするもの。

発泡消火剤製造かす
蹄角、蒸製毛粉などを原料として生産される化学消火剤の製造かす。特殊肥料である。窒素4〜6%、リン酸1〜2%を含むほか、多量の珪藻土を含む。
血粉（乾血）
家畜の血液を加熱凝固させて乾燥させたもの、およびそれを粉末にしたもの。普通肥料（登録有効期間6年）である。血液は家畜屠殺の際に得られる。窒素12%程度を含む。
肉かす
食肉加工工程や皮革なめし工程から副産された肉質部を搾油した後に発生した滓｡特殊肥料である。
肉かす粉末
廃肉を煮てから脂肪と水分を搾出後、その滓を乾燥粉末にしたもの。廃肉は、食品工場、精肉店、料理屋から、皮革なめし工場の原皮に付着する肉から、あるいは屠殺場で発生する皮脂肪から集められる。普通肥料（登録有効期間6年）である。窒素8.0〜10.0%を含む。
蒸製蹄角骨粉（じょうせいていかくこっぷん）
動物の蹄、角および骨を加圧蒸製後に粉砕したもの、または蒸製蹄角粉と蒸製骨粉を混合したもの。普通肥料（登録有効期間6年）である。窒素6.0%以上、リン酸7.0%以上を含む。

### 魚の加工屑に由来
有機質肥料の公定規格では魚粕粉末、干魚肥料粉末、魚節煮粕、蒸製魚鱗およびその粉末が普通肥料（登録の有効期間は6年）に指定されている。
魚粕（ぎょかす）
魚粕とは、生魚（イワシやニシンなど）を水で20-30分間煮た後に油と水を圧搾機で除き、乾燥させたものである。特殊肥料に指定されている。魚粕の原料の入手経路は3つあり、①缶詰や鰹節などの食品工場から発生するカツオやマグロなどの大型魚類の解体残物、②量販店、魚屋、料理屋などで発生する魚食品の残り物、③イワシやアジ、サバなどの鮮魚である。最大の生産地はペルーとチリである。2011年現在、これらとエクアドルを加えた3か国から日本の魚粕輸入量の68%は輸入されていた。国内では、静岡県、北海道、千葉県、および鹿児島県が主な生産地である。
魚粕粉末（魚粉）
魚粕を、または魚類の加工残渣を乾燥させて粉末にしたもの。普通肥料（登録の有効期間は6年）に指定されている。窒素9〜10%、リン酸4〜6%を含む。
魚荒粕
魚粕のうち、骨質部を多く含んだもの。特殊肥料に指定されている。魚粕よりも窒素分と炭素分は少なく、C/N比が大きい。
魚荒粕粉末魚荒粕を粉末にしたもの。魚粕粉末よりも窒素分は少なく、リン分が多い。
干魚肥料（かんぎょひりょう）
イワシや雑魚などの魚体をそのまま乾燥したもの。特殊肥料に指定されている。
- 干鰯

干魚肥料粉末
干魚肥料を粉末にしたもの。主として生イワシを天日乾燥後に粉砕したものを指す。普通肥料（登録の有効期間は6年）に指定されている。
魚節煮粕（うおぶしにかす）
魚節のダシガラ(魚節を煮て出汁を抽出した粕）を乾燥し、窒素全量が9.0%以上となったもの。普通肥料（登録の有効期間は6年）に指定されている。魚節は、例えばうどん屋などの料理店から出る鰹節である。
魚鱗
魚の鱗を集めて乾燥したもの。特殊肥料に指定されている。窒素2〜7%、リン酸2〜18%を含む。
蒸製魚鱗およびその粉末
魚鱗を加圧釜で蒸製した後に加熱乾燥したもの。普通肥料（登録の有効期間は6年）に指定されている。窒素は6.0%以上、リン酸全量18.0%以上を含む。

### 鳥獣魚の骨に由来
蒸製魚骨粉と蒸製骨以外は普通肥料である。
生骨粉（きこっぷん）
骨を水とともに煮沸して脂肪分を除いた後に乾燥、粉砕したもの。蒸製処理はされていない。普通肥料（登録の有効期間は6年）に指定されている。窒素3〜5%、リン酸16〜20%を含む。
蒸製骨
牛や豚などの動物の骨を砕いて加圧蒸製（3気圧、180℃、3時間以上）し、脂肪（骨油）と大部分の膠（ゼラチン）を除いた後の滓。特殊肥料である。
- 脱膠骨（だっこうこつ） : 骨粉からゼラチンを除いたもの。

膠滓（うるしかす）
皮革製品の製造の際に副産されるニベ及びセービング屑から、膠を抽出したかす。窒素4〜5%を含む。
蒸製骨粉
蒸製骨を乾燥して粉砕したもの。普通肥料（登録の有効期間は6年）に指定されている。窒素3.0〜4.0%、リン酸17.0〜24.0%を含む。
- 脱膠骨粉 : 脱膠骨を乾燥して粉砕したもの。

蒸製鶏骨粉
生の鶏骨を砕いて加圧蒸製（3気圧、180℃、3時間以上）し、脂肪とゼラチンを除去した後に乾燥・粉砕したもの。普通肥料（登録の有効期間は6年）に指定されている。窒素3.5〜5.0%、リン酸13.0〜21.5%を含む。
蒸製魚骨粉
鮫やマグロなどの大型魚の骨を蒸製し、乾燥・粉砕したもの。特殊肥料である。
肉骨粉
屠畜場、水産工場、缶詰め工場および肉加工場から出る廃肉、骨および内臓を集め、その混合物を蒸気で加熱して油脂分を圧搾し、その残り滓を乾燥したもの。または肉粕粉末と骨粉を混合したもの。普通肥料（登録の有効期間は6年）に指定されている。窒素5.0〜9.0%、リン酸5.0〜20.0%を含む。
骨炭
空気を遮断した空間で動物の骨を熱分解して炭化させた後に粉砕したもの。活性炭の一種。窒素1.2〜1.6%、リン酸32〜35%を含む。
- 脱色骨炭粉末：製油・製糖工業において脱色剤として用いられた骨炭。
- 回収骨炭粉末

骨灰
骨を空気の流通下で燃焼したかす。リン酸35〜38%を含む。石灰やケイ酸などを含み、塩基性である。

### 鳥獣以外の陸上動物に由来
干蚕蛹（かんさんよう）
製糸工場から得られる蚕の蛹（蚕蛹）をそのまま（天日）乾燥したもの｡特殊肥料に指定されている。
干蚕蛹粉末
干蚕蛹を粉砕したもの。普通肥料（登録期間6年）である。窒素7.0〜8.0%、リン酸約1%を含む。乾物中には24〜32%の油脂が含まれている。
蚕蛹油粕およびその粉末
蚕の蛹から油をとった粕。普通肥料（登録期間6年）である。窒素9.0〜9.5%、リン酸1.3〜1.5%を含む。
絹紡蚕蛹屑（けんぼうさんようくず）
絹糸紡績工場から廃出される絹糸くずや蛹皮、蛹粉を混合したもの。。普通肥料（登録期間6年）である。窒素7〜11%、リン酸0.4〜1.8%を含む。
セラック滓
ラックカイガラムシの分泌物からセラックをアルコール抽出し精製する際に生じる残りかす｡天然樹脂セラックなど。窒素4%前後を含む。

### 魚以外の水産動物に由来
甲殻類質肥料
甲殻類を乾燥させたもの、またはイカやタコなどの軟体動物の加工滓。特殊肥料である。
甲殻類質肥料粉末
魚類以外および海獣以外の水産動物を処理した肥料で粉末のもの。普通肥料（登録の有効期間は6年）に指定されている。窒素3.0%以上、リン酸1.0%以上を含む。以下の資材を含む。
- カニ殻：難生分解性のキチンを多く含む。土壌微生物の活性化、土壌の団粒化、および保水力の増大に効果があるとされている。ホウレン草の栽培において、カニ殻含有資材を連用すると萎凋病が発生する。
- カニかす
- エビ殻
- 干エビ
- ヒトデかす
- 塩虫かす
- シャコ殻
- イカかす
- アミかす

貝殻肥料
貝または貝殻を粉砕したもの、またはその焼却灰（貝灰）。特殊肥料に指定されている。主成分は炭酸カルシウムで可溶性石灰30〜50%を含む。貝の粉末は若干の窒素を含む。
- 牡蠣殻：カルシウムを50%以上含む。窒素、リン、加里はほとんど含まない。

貝化石粉末
古代に生息した貝類の粉末、あるいは貝類とヒトデ類その他の水生動物類とが混在して地中に埋没堆積し、風化または化石化したものの粉末。特殊肥料に指定されている。可溶性石灰30〜50%を含む。

## 植物由来

### 米に由来
稲わら
堆肥化させなかった水稲のわら。秋に農耕土壌中にすき込む。特殊肥料である。十分にすき込みをせずに稲わらを施用すると、土壌中の窒素と酸素が減少して作物の生育は阻害されるとともに田植機の能率と精度は低下する。分解に長期間かかる粗大有機物を含み、志賀らによると水田に5年間埋設しても稲わら由来の有機物の10%ほどは残留する。このため、土壌の腐植を増加させる。
稲わら堆肥
稲わらに家畜糞堆肥などの窒素質肥料を加えて堆肥にしたもの。特殊肥料である。窒素質肥料に石灰窒素を選ぶと堆肥化が速い。北海道農政部の調査によると、窒素0.6%、リン酸0.4%、加里0.4%を含む。水田よりも畑で、乾燥（乾田）よりも湿潤（湿田）条件で、低温よりも高温で、土壌表面でよりも土中で分解・堆肥化されやすい。
籾殻堆肥
籾殻に家畜糞堆肥を加えて堆肥としたもの。特殊肥料である。稲わらと比べて腐熟しにくく、作成には家畜糞堆肥を用いる必要がある。石灰窒素のような化学肥料だけでは腐熟は進まない。仕上がりまで早くて6か月、通常は1年ほどを要する。北海道農政部の調査によると窒素0.4%、リン0.2%、加里1.4%を含む。軽量で通気性、透水性が高く、分解されにくいため長持ちする。このため、人工培養土のための有機資材に有用である。一方で、撥水性が高く保水性が低いという欠点もある。
米糠
精米の際に生ずる糠｡特殊肥料に指定されている。油粕類に比べてC/N比が高く分解が遅い。
発酵米糠
米糠を堆積発酵させたもの。特殊肥料に指定されている。北海道での亜麻栽培用に施用されていたが、現在は生産されていない。
米糠油粕
精米のとき廃出される米の皮部、胚乳の一部および胚の混合物から油を抽出した滓。登録の有効期間が6年の普通肥料である。窒素2〜4%、リン酸4〜6%、加里1〜2%を含む。
清酒粕
清酒の製造工程で酒もろみを絞ったあとに残る滓（酒粕）を乾燥・粉砕したもの、及びそれを粒状にしたもの。特殊肥料（発酵かす）である。清酒粕には米由来のデンプンおよび麹や酵母由来のタンパク質や繊維質などがある。

### 大豆に由来
くず大豆およびその粉末
大豆を加熱した後、圧偏したものおよびその粉末。原料の大豆は、選別過程で食用として規格外とされたもの、または水濡れ等により変質したものである。特殊肥料に指定されている。水稲への施用効果は、50-150kg/10a施用したとき、くず大豆10kgにつき精玄米の収量は約10kg増加する。ただし、50kg/10aまでは施用効果は認められない。くず大豆には雑草の生育を抑制する効果がある。抑草効果の機構は明らかではないが、大豆成分のサポニンの関与が指摘されている。
大豆油粕
大豆からの油の圧搾後または有機溶媒での抽出後の滓。登録の有効期間が6年の普通肥料である。窒素6.0〜7.5%、リン酸1.0〜2.0%、加里1.0〜2.0%を含む。
豆腐粕乾燥肥料
おからを乾燥させたもの。登録の有効期間が6年の普通肥料である。おからは、大豆を原料とした豆腐の生産において生じる副産物である。豆腐生産において大豆は脱皮、水への浸漬、摩砕、加熱されたのち、液体（豆乳）と固体（おから）に分離される。インスタント豆腐または豆腐の素として生産する際の副産物が多い。窒素全量4.5%程度、リン酸全量1.0%程度、加里全量1.5%程度を含む。
豆腐粕の石灰処理肥料
豆腐粕を石灰で処理したもので、乾物1kgにつきアルカリ分含有量が250ｇを超えるもの。
醤油粕
醤油を天然醸造法により製造する際の搾り滓。生産工程で塩酸が使用される場合、特殊肥料（発酵かす）である。そうでなければ、登録の有効期間が6年の普通肥料（副産植物質肥料）に指定される。普通肥料の醤油粕は窒素3.5〜4.5%を含む。
- 味噌粕：たまり醤油を天然醸造法により製造する際の搾り滓。窒素5.0〜6.5%を含む。

### 麦やトウモロコシに由来
麦酒の発酵かす
発酵かすとは、発酵工業で植物原料から得られた副産物で、特殊肥料である。原料によって成分は一定しない。水分が多いものは早期に腐敗するため、堆肥原料に使うことが推奨されている。
- ビールかす
- ウイスキーかす

トウモロコシ胚芽
コーングリッツやコーンフラワーなどの製造の際に出る副産物。登録の有効期間が6年の普通肥料である。油分を多く含み、緩効性を持つ。マルチ栽培向けの肥料の原料となる。窒素全量2.0%以上、リン酸全量2.0%以上、加里全量1.0%以上を含む。
トウモロコシ胚芽油粕（ジャーム粕）
トウモロコシ胚芽から油を抽出した滓。登録の有効期間が6年の普通肥料である。窒素全量3.0%以上、リン酸全量1.0%以上を含む。
コウモロコシ浸漬液肥料
材料は、コーンスターチを製造する際に原料のトウモロコシから由来する副産物である。このトウモロコシを亜硫酸で浸漬し、その液を発酵させて濃縮させたものがトウモロコシ浸漬液肥料（CSL）である。窒素全量3.0%以上、リン酸全量3.0%以上、加里全量2.0%以上、水溶性加里2.0%以上を含む。
植物由来のアミノ酸滓
トウモロコシや小麦などのタンパク質を塩酸または廃糖蜜アルコール醗酵濃縮廃液で分解してアミノ酸を製造する際に発生する腐植状のかす（遊離硫酸の含量0.5%以上のものを除く）。味液の製造において、塩酸処理後のアミノ酸滓を乾燥させたものは登録有効期間6年の普通肥料（副産植物質肥料）となる。普通肥料のアミノ酸滓は窒素5.5〜7.0%を含む。それ以外は特殊肥料であり、窒素0.5〜2.5%を含む。

### その他草本に由来
菜種油粕
菜種から油を圧搾または有機溶媒で抽出した滓。登録の有効期間が6年の普通肥料である。搾油方法により3つに分けられる。それぞれ色状は異なるが、肥効に差はない。いずれも、窒素4.5%、リン酸2.0%、加里1.0%以上を含む。
- 圧搾滓：搾油方法が圧搾だけのもの。圧搾の前に原料は適度にせん熱される。残油分が多いことが特徴。
- 抽出滓：搾油方法が抽出だけのもの。抽出の前に原料は圧偏機にかけられる。抽出溶媒はノルマルヘキサンやベンジンなど。
- 圧抽滓：搾油方法が圧搾と有機溶媒抽出の両方であるもの。

カラシ油粕
肥料の品質の確保等に関する法律では菜種油粕に含まれる。
綿実油粕（わたみあぶらかす）
綿実の外果皮（綿）を破砕して除去後、油を抽出した滓。登録の有効期間が6年の普通肥料である。窒素5〜6%、リン酸1〜2%、加里1.5%程度を含む。
ゴマ油粕
ゴマの種子から油を抽出した滓。登録の有効期間が6年の普通肥料である。窒素6〜7%、リン酸1〜3%、加里1〜1.5%を含む。
落花生油粕
落花生の子実から油を抽出した滓。登録の有効期間が6年の普通肥料である。窒素7.5%、リン酸1.3%、加里1.0%を含む。
ひまし油粕
トウゴマの種子から油を抽出した滓。登録の有効期間が6年の普通肥料である。窒素4.0〜6.3%、リン酸2.0%、加里1.2〜2.0%を含む。
あまに油粕
アマの種子から冷圧であまに油を採取した滓。登録の有効期間が6年の普通肥料である。窒素5.0%、リン酸2.0%、加里1.5%程度を含む。
くず植物油粕
草本性植物種子のくずを原料として使用した植物油かす及びその粉末｡特殊肥料に指定されている。
その他の草本性植物油粕。
登録の有効期間が6年の普通肥料である。窒素3.0%以上、リン酸1.0%以上、加里1.0%以上を含む。
- ヒマワリ油粕
- サフラワー油粕
- ニガー油粕
- ケシ油粕
- ヘチマ油粕

タバコ屑肥料
タバコを生産する際に生ずる屑に石灰を加えてニコチンを抽出した滓。現在はタバコとして再利用されないように石灰や水を加えてあるものが多い。加里成分が比較的高い。ニコチン成分は害虫駆除効果を持つが、人体や蚕には有害である。
タバコ屑肥料粉末
タバコ屑肥料のうち、粉末にしたもの。登録の有効期間が6年の普通肥料である。タバコ屑とは、タバコの製造中に出る屑（葉柄、中脈（中肋）、葉の微粉、茎）である。窒素1.0〜2.0%、加里4.0〜7.0%を含む。
コーヒー滓
コーヒー豆からコーヒーを抽出した後の滓。水分を多く含む。コーヒー豆は、植物にとって有害な生育阻害効果を持つ。未分解物を大量施用すると植害が発生することがあり、堆肥原料として使用されることが多い。特に、土壌の物理性改善効果が高く、また、フザリウム菌に対する静菌効果が高い。特殊肥料に指定されている。
コーヒー滓以外の飲料抽出滓
単独では特殊肥料として流通しないので、堆肥原料に使用される。まれに、乾燥させたものが普通肥料として販売されている。
- 紅茶滓
- ウーロン茶滓
- 緑茶滓

甘草滓（かんそうかす）
甘草は中国やロシア、中近東で生産されており、その根からグリシルリチン酸（調味料や医薬品などの原料）が抽出される。その抽出過程では甘草根の水浸出液は酸析処理され、沈殿からグリシルリチン酸はアルコール抽出される。甘草粕は、アルコール抽出後の滓を水洗した後に乾燥させたものである。登録の有効期間が6年の普通肥料である。窒素全量9%程度を含む。
落綿分離かす肥料
紡績工場から排出される綿屑｡
ヨモギ滓
ミブヨモギからベンゼンでサントニンを抽出した滓を、またはヨモギを加工してモグサを製造した滓を乾燥したもの。特殊肥料である。窒素2.5%、加里3.5%程度を含む。
製糖副産石灰
製糖の工程で、汁液の調整およびショ糖の精製分離のため加えられた消石灰を濾別回収したもの。水分が多く成分含有量の変動が大きい。

### 木本に由来
バーク堆肥
樹皮を堆肥化させたもの。肥料の品質の確保等に関する法律における特殊肥料と地力増進法における土壌改良資材の両方に分類されている。土壌改良材としての定義は、広葉樹の樹皮を主原料（85%）として牛糞および尿素を加えて堆積腐熟させたものである。土壌資材としての主な効果は土壌の膨軟化である。一方、堆肥化が未熟なままでは作物の生育を阻害する。原因として、C/N比が著しく大きいため分解過程で土壌中の窒素分を減少させることと、生育阻害物質のフェノール酸やテルペン類を含む。バーク堆肥の品質は日本バーク堆肥協会で定められており、乾物中当たり窒素1.2%以上、リン酸0.5%以上、加里0.3%以上とされている。
剪定枝堆肥
樹から剪定した枝を粉砕し、堆肥化したもの。
大鋸屑堆肥

木材くず発酵堆肥
製材所から廃棄された木材くず（鉋屑）に加水して水分を調節し、乾燥鶏糞などの副資材を加えて発酵させたもの。
木葉肥料

エンジュ滓
エンジュは、主に中国で栽培されているマメ科落葉高木である。エンジュは医薬品の原料（ルチン）を含み、エンジュ粕はルチン抽出後の残渣である。登録の有効期間が6年の普通肥料である。窒素全量3.0%以上、リン酸全量1.0%以上、加里全量2.0%以上を含む。
カポック油粕
カポックという熱帯性喬木の種子から油を抽出した滓。登録の有効期間が6年の普通肥料である。窒素4.5%、リン酸2%、加里1%程度を含む。
木の実油粕
カポック種子以外の木本性植物の種子を搾油した粕の総称。やし、茶、オリーブ等の実の油粕｡あぶらぎりの種子など。特殊肥料に指定されている。
果実の石灰処理肥料
果実の加工滓を石灰で処理したもので、乾物1kgにつきアルカリ分含有量が250ｇを超えるもの。
パーム椰子灰
椰子油の原料となるパーム椰子の外側の殻を焼いた灰。やや濃い灰色の粉末。30%以上の加里成分と若干のリン酸成分と苦土成分等を含む。塩基性である。

### 海藻・藻類に由来
乾燥藻およびその粉末
海藻（クロレラ）を乾燥したもの｡トロロコンブの製造滓も含まれる。特殊肥料である。窒素1%程度、加里2〜13%を含む。成分は原料の海藻の種類や収穫時期によって異なる。
藻類
ARSの研究によると、藻類は有機質肥料の材料となるだけでなく、農耕土壌からの窒素およびリンの流出を防ぎ、これら栄養素の流入による水圏の汚染を防止することができる。ARSは、栄養の流出を防止するためのalgal turf scrubberを開発した。栄養豊富な藻類は一度乾燥させてキュウリやトウモロコシの苗に投入されると、化学肥料の使用条件に匹敵する植物生長をもたらす。

### その他
草木灰
草や木を空気中で燃焼させたもの（塵芥灰を除く）、または稲藁、籾殻、おが屑等を低温燃焼させたもの。空気を遮断して焼いたものは木炭である。燃焼による揮散で窒素成分を含まない。加里成分を高濃度で含む他、石灰、ケイ酸などを有しアルカリ性である。
燻炭（くんたん）肥料
おが屑、籾殻等を炭化したものに人糞尿や木酢液を吸着させたもの。あるいは、落葉や塵芥を燻炭にし、人糞尿を吸収させたもの。後者は窒素0.7%、リン酸0.4%、加里0.7%程度を含む。燻炭を加工した肥料であり、政令指定土壌改良資材の「木炭（植物性の殻の炭を含む）」にあたる燻炭とは別のものである。明治33年に小柳津勝五郎により発明され、三田育種場長であった池田謙蔵らに支持され日本・朝鮮で普及したが、次第に肥効は特別に評価されなくなり、戦後はあまり用いられない。
腐植酸質資材
肥料の品質の確保等に関する法律における特殊肥料と地力増進法における土壌改良資材の両方に分類されている。土壌改良材としての定義は亜炭を硝酸で分解し、炭酸カルシウムで中和したものである。主な効果は土壌の保肥力の改善である。
緑肥
収穫を目的とせず栽培し、現地ですき込んで肥料とする作物。堆肥と似た土づくり効果があるほか、種から育てるため輸送コストが少なく、土壌・養分の流亡抑制、雑草抑制、連作障害抑制、根の伸張による土壌物理性の改善、土壌生物の活性化による減肥といった特長がある。品種によっては根粒菌による窒素固定や、有害線虫の抑制、花による景観美化といった性質も利用される。

## 微生物由来
酵母由来の肥料
酵母由来の核酸や細胞壁が登録有効期間6年の普通肥料（副産植物質肥料）として販売されている。酵母の核酸は、ウイスキー蒸留廃液、廃糖蜜のアルコール発酵廃液、酵母の抽出液から精製分離して得られる。この廃液を濃縮して乾燥したものが酵母核酸肥料となる。
菌体乾燥肥料
培養によって得られた菌体、または菌体から抽出された脂質や核酸を乾燥させたもの。あるいは、食品工業、パルプ工業、発酵工業またはゼラチン工業（なめし皮革屑を原料として使用しないものに限る）の廃水を活性スラッジ法により浄化する際に得られる菌体を加熱乾燥したもの。肥料の品質の確保等に関する法律では登録有効期間が3年の普通肥料に指定されている。窒素全量5.5%以上または（リン酸または加里を含有する場合）4.0以上を含む。菌体乾燥肥料の利用には、食品工業や浄水場で生じる汚泥を有効活用するとともに、汚泥が環境に放出されて汚染源となる危険をなくすという利点がある。2010年時点での生産量は26,234トンであった。

## 生物肥料
生物肥料、バイオ肥料（biofertilizer）とは、ある種の生きた微生物を内包する有機質肥料である。この微生物は植物成長促進根圏微生物（plant-growth promoting rhizobacteria：PGPR）と呼ばれ、種子、植物表面、または土壌に与えられた場合、根圏または植物内部に定着する。そして、宿主植物への主要栄養素の供給量や利用可能性を増大させ、それによって宿主植物の成長を促進させる。生物肥料中のRGPRは窒素固定で栄養素を付加し、リンを可溶化し、更に、成長促進物質の合成によって植物の生長を刺激する。
生物肥料は化学肥料や農薬の使用を減らすことが期待されている。生物肥料は、土壌中における自然の栄養素循環を活性化させ、土壌有機物の蓄積を促す。生物肥料の使用は、持続可能性と土壌の健康を向上させながら、植物を健康的に生育させることができる。RGPRは、植物の栄養素の要求を満たすことと土壌肥沃度を高めることにおいて非常に有益であるとされる。したがって、RGPRの生育を阻害する化学物質を生物肥料は含んでいない。
リゾビウム属、アゾトバクター、アゾスピリラム属および藍藻類などの生物肥料は長期間使用されてきた。リゾビウム属細菌はマメ科植物に使用されている。アゾトバクターは小麦、トウモロコシ、マスタード、綿、ジャガイモ、およびそのほかの野菜類に有効な可能性がある。アゾスピリラム属細菌の投入は主にモロコシ、雑穀、トウモロコシ、サトウキビ、および小麦で推奨されている。藍藻類は一般的なシアノバクテリア、Nostoc属、Anabaena属あるいはAulosira属である。空気中の窒素を固定し、植物に供給する。低地と高地ともに水田での作物の生育を助ける。Anabaena属はAzolla属の窒素量を60 kg/ha/期だけ増加させ、土壌有機物を豊かにする。